# امكوديك
ترجوان امكوديك هو حصان طروادة يدعي أنه برنامج ترميز صوت وفيديو لأجهزة الكمبيوتر المعتمدة على ويندوز. هو موجود في أشكال مختلفة بأسماء مثل ميديا كوديك وترميز أي وترميز أي ميد يا وترميز بي وترميز اس فيديو وترميز فيديو أي،  بدأ استخدامه على نطاق واسع في ربيع 2005.
عند زيارة مواقع ويب معينة، لا سيما المواقع الإباحية، ومحاولة عرض ملف فيديو على الموقع، سيُوجه المستخدم لتنزيل هذا البرنامج، للسماح بمشاهدة الفيديو. أنشئت عدد من مواقع الويب لترويج أن هذا البرنامج الضار على أنه برنامج ترميز شرعي، ودعوة المستخدمين لتنزيل البرنامج، بزعم السماح بتشغيل صوت/فيديو معين يدعي استخدام ما يسمى ببرنامج الترميز.
بمجرد التحميل، يقوم حصان طروادة بنسخ أحد البرامج في مجلد Program Files، ويغير بعض مفاتيح التسجيل ويعرض اتفاقية ترخيص المستخدم النهائي المزيفة لبرنامج الترميز المفترض.
يقال إن زي كودك (zCodec) يغير إعدادات نظام أسماء النطاقات للجهاز ويراقب تصفح المستخدم ويعمل كبرنامج إعلاني.
تقوم بعض إصدارات حصان طروادة بتثبيت برامج ضارة تسمى زلوب [الإنجليزية]، والتي بدورها قد تؤدي إلى تثبيت «برامج أمان» ضارة ومزيفة مثل SpywareQuake [الإنجليزية] أو SpyFalcon أو WinFixer [الإنجليزية] أو برامج ضارة أخرى؛ تقوم بعض المتغيرات أيضًا بتثبيت باب خلفي في الكمبيوتر المصاب.